# Portland Open
Het Portland Open is een golftoernooi in de Verenigde Staten en maakt deel uit van de Web.com Tour. Het toernooi werd opgericht in 2014 en wordt sindsdien gespeeld op de Witch Hollow Course van de Pumpkin Ridge Golf Club in North Plains, Oregon.
Het wordt gespeeld over vier dagen (72-holes) en na de tweede dag wordt de cut toegepast.

## Geschiedenis
In augustus 2014 werd de eerste editie gespeeld en de Mexicaan Carlos Ortiz won het toernooi. Sinds de oprichting is WinCo Foods hoofdsponsor van dit toernooi en de naam van het toernooi is het WinCo Foods Portland Open.

## Winnaars
| Jaar | Winnaar      | Score | Score | Info |
| ---- | ------------ | ----- | ----- | ---- |
| 2014 | Carlos Ortiz | 270   | –14   |      |